# Alexander Grothendieck
Alexander Grothendieck (Berlín, 28 de març de 1928 - Sent Gironç, 13 de novembre de 2014) va ser un matemàtic apàtrida, nacionalitzat francès el 1971, que durant la segona meitat del segle xx va portar a terme un extraordinari procés d'unificació de l'aritmètica, la geometria algebraica i la topologia, donant gran impuls al desenvolupament d'aquestes tres branques fonamentals de les matemàtiques.

## Antecedents familiars
El seu pare Alexandre Shapiro Tanaroff (Novozíbkov, 6 d'agost de 1890 - Auschwitz, 1942?) era un jueu anarquista rus. Va ser condemnat a mort el 1907 pel règim tsarista, però se li va commutar la pena per la de cadena perpètua a causa de la seva joventut. Alliberat per la revolució de 1917, va ser condemnat a mort pel règim comunista, malgrat això va poder fugir i emigrar clandestinament a Berlín, on va conèixer Hanka Grothendieck (Hamburg, 21 d'agost de 1900 - Montpeller, 16 de desembre de 1957) una periodista ocasional també d'idees anarquistes. Tots dos van tenir un únic fill a qui van donar el nom d'Alexandre i el cognom de la mare.
El 1933 Shapiro se'n va anar a França per evadir els nazis tement que descobrissin el seu origen jueu; la Hanka el va seguir poc després. Entre els anys 1934 i 1939 Grothendieck va viure a Hamburg amb una família adoptiva, a càrrec del pastor luterà Wilhem Heydorn. Mentrestant els seus pares s'estaven a França i col·laboraven amb els anarquistes espanyols contra el cop d'estat franquista. El 1939, amb només onze anys, Alexander va viatjar a França per trobar-se amb la seva mare. L'any següent tots dos van ser confinats al camp de concentració de Rieucros a causa de l'activitat de resistència que havien tingut durant la guerra. Al noi, però, el van deixar sortir per anar a classe a l'institut més proper, a Mende. El seu pare va ser empresonat al camp de Le Vernet i més endavant el 1942 va ser deportat pels nazis a Auschwitz on va ser assassinat. Amb el nom d'Alexandre Tanaroff figura a la llista de víctimes de l'Holocaust.
El 1942 Alexandre Grothendieck va ser acollit a La Guespy, una llar per a fills de refugiats a Le Chambon-sur-Lignon, i va acabar el Batxillerat al Collège Cevenol.

## Primers treballs
Entre 1945 i 1948 Alexandre Grothendieck va estudiar matemàtiques a la Universitat de Montpeller i d'allí va marxar a París, on va anar al seminari d'Henri Cartan. Laurent Schwartz va dirigir la seva tesi doctoral sobre anàlisi funcional a Nancy. Posteriorment Grothendieck va entrar a formar part del grup Bourbaki. En aquest grup s'interessà per saber quins han de ser els conceptes naturals que serveixin de base a la Geometria. Entre 1957 i 1962 va exposar al Seminari Bourbaki una renovació total dels fonaments de la geometria algebraica i el 1958 va introduir la teoria K. Dins d'aquest treball enunciava i demostrava el teorema de Riemann-Roch-Grothendieck, resultat que li donaria fama mundial com a matemàtic.

## Treballs de maduresa
El 1959 es va crear a Bures-sur-Yvette l'IHES (Institut des Hautes Études Scientifiques), prop de París, i li van oferir una plaça de professor de matemàtiques. Allà va estar fins al 1970 desenvolupant un intens treball renovant la Geometria Algebraica de cap a cap. Els seus Elements de Geometria Algebraica, dels quals va escriure quatre volums dels dotze previstos, i la sèrie de set Seminaris de Geometria Algebraica realitzen una síntesi amb l'Aritmètica i la Topologia al voltant dels dos conceptes crucials d'«esquema» i «topoi» (una de les més vastes tasques de fonaments mai realitzada en matemàtiques). Inspiració central d'aquesta etapa van ser les conjectures de Weil, que va demostrar en gran, tot i que la resta del treball la va acabar el seu alumne més brillant Pierre Deligne.
El 1966 va rebre la Medalla Fields que havia de recollir durant el Congrés Internacional de Matemàtiques de Moscou, però la va rebutjar. En aquests anys va desentranyar també (encara que no va publicar-ho) la teoria de motius, fantàstica visió d'una unió més íntima de l'Aritmètica i la Geometria que encara roman sense demostrar en gran part, i va exposar en les anomenades «conjectures estàndard» els principis que permetrien desenvolupar la teoria de motius.

## Posicions polítiques i últims anys
El 1970 va abandonar l'IHES, perquè aquesta institució acceptava fons d'institucions militars, i ell ha estat un home més vinculat amb ambients pacifistes i ecologistes. Davant l'estancament espiritual que li suposa la seva absorbent dedicació a les matemàtiques, va abandonar també totes les activitats matemàtiques tradicionals.
El 1972 va passar a ser professor a la Universitat de Montpeller, fent classes a la Facultat de Ciències i continuant les seves investigacions matemàtiques fora dels «circuits oficials». El 1984 sol·licità una plaça al CNRS, per al qual va escriure la memòria Esquisse d'un Programme, esbós dels temes matemàtics que havia estudiat en els últims anys més programa per continuar-los en el futur. En aquesta època escriu milers de pàgines amb meditacions matemàtiques i no-matemàtiques, destacant entre aquestes últimes Éloge (perdut?), Récoltes et Semailles, on repassa la seva trajectòria vital al món matemàtic i La Clef des Songes, on explica el seu descobriment de Déu (ambdues obres encara inèdites).
El 1988 es jubilà i, juntament amb el seu alumne Pierre Deligne, va rebre el Premi Crafoord de la Reial Acadèmia Sueca de les Ciències. Malgrat la seva important dotació econòmica, el va rebutjar perquè «donat el declivi en l'ètica científica, participar en el joc dels premis significa aprovar un esperit que em sembla insà» i perquè «la meva pensió és més que suficient per atendre les meves necessitats materials i les dels que de mi depenen».
El 1990 va anar a viure a un lloc desconegut prop dels Pirineus (avui se sap que va ser a La Sèrra, Arieja), on només va acceptar el contacte humà directe amb les persones més properes, conveïns i visitants esporàdics, mentre prosseguia les seves reflexions. El gener de 2010 envià una carta en què expressava clarament la seva voluntat que no es publiquin ni es difonguin els seus escrits. Va morir a l'hospital de Sent Gironç el 13 de novembre de 2014.

## Influència
Molts consideren que Grothendieck és el matemàtic més gran del segle XX. En un obituari David Mumford i John Tate van escriure:
| « | Tot i que les matemàtiques es van anar tornant cada cop més abstractes i generals al llarg del segle xx, va ser Alexander Grothendieck el mestre més gran d'aquesta tendència. La seva habilitat única era eliminar totes les hipòtesis innecessàries i aprofundir en una àrea tan profundament que els seus patrons interns en el nivell més abstracte es revelaven, i després, com un mag, mostrar com la solució dels vells problemes es presentava de manera senzilla ara que la seva veritable naturalesa havia estat revelada. | » |

A la dècada del 1970, el treball de Grothendieck es considerava influent, no només en la geometria algebraica i els camps afins de la teoria de feixos i l'àlgebra homològica, sinó que va influir en la lògica, en el camp de la lògica categòrica.
Segons el matemàtic Ravi Vakil, «Camps sencers de les matemàtiques parlen el llenguatge que ell va crear. Vivim en aquesta gran estructura que ell va construir. Ho donem per fet: l'arquitecte ja no hi és». En el mateix article, Colin McLarty va dir: «Molta gent avui viu a casa de Grothendieck, sense saber que és la casa de Grothendieck».

### Geometria
Grothendieck va abordar la geometria algebraica aclarint els fonaments del camp i desenvolupant eines matemàtiques destinades a demostrar diverses conjectures notables. La geometria algebraica tradicionalment ha significat la comprensió d'objectes geomètrics, com ara corbes i superfícies algebraiques, mitjançant l'estudi de les equacions algebraiques d'aquests objectes. Les propietats de les equacions algebraiques s'estudien al seu torn mitjançant les tècniques de la teoria d'anells. En aquest plantejament, les propietats d'un objecte geomètric estan relacionades amb les propietats d'un anell associat. L'espai (per exemple, real, complex o projectiu) en què es defineix l'objecte és extrínsec a l'objecte, mentre que l'anell és intrínsec.
Grothendieck va establir una nova base per a la geometria algebraica fent dels espais intrínsecs (espectres) i els anells associats els principals objectes d'estudi. Amb aquesta finalitat, va desenvolupar la teoria d’esquemes que informalment es poden considerar com a espais topològics en què un anell commutatiu s'associa a cada subconjunt obert de l'espai. Els esquemes s'han convertit en els objectes bàsics d'estudi per als professionals de la geometria algebraica moderna. El seu ús com a fonament va permetre que la geometria absorbís els avenços tècnics d'altres camps.
La seva generalització del teorema clàssic de Riemann-Roch va relacionar les propietats topològiques de les corbes algebraiques complexes amb la seva estructura algebraica i ara porta el seu nom, anomenada teorema de Grothendieck-Hirzebruch-Riemann-Roch. Les eines que va desenvolupar per demostrar aquest teorema van iniciar l'estudi de la teoria K algebraica i topològica, que explora les propietats topològiques dels objectes associant-los amb anells. Després del contacte directe amb les idees de Grothendieck a la Bonn Arbeitstagung, Michael Atiyah i Friedrich Hirzebruch van fundar la teoria K topològica.

### Teories de cohomologia
La construcció de noves teories de cohomologia per part de Grothendieck, que utilitzen tècniques algebraiques per estudiar objectes topològics, ha influït en el desenvolupament de la teoria algebraica dels nombres, la topologia algebraica i la teoria de la representació. Com a part d'aquest projecte, la seva creació de la teoria dels topos, una generalització teòrica de categories de la topologia de conjunts puntuals, ha influït en els camps de la teoria de conjunts i la lògica matemàtica.
Les conjectures de Weil es van formular a finals de la dècada del 1940 com un conjunt de problemes matemàtics en geometria aritmètica. Descriuen les propietats dels invariants analítics, anomenades funcions zeta locals, del nombre de punts d'una corba algebraica o varietat de dimensió superior. El descobriment de Grothendieck de la cohomologia etal ℓ-àdica, el primer exemple d'una teoria de cohomologia de Weil, va obrir el camí per a una demostració de les conjectures de Weil, que finalment va ser completada a la dècada del 1970 pel seu estudiant Pierre Deligne. L'enfocament a gran escala de Grothendieck ha estat anomenat un programa visionari. La cohomologia ℓ-àdica es va convertir en una eina fonamental per als teòrics de nombres, amb aplicacions al programa de Langlands.
La teoria conjectural dels motius de Grothendieck pretenia ser la teoria ℓ-àdica però sense l'opció de ℓ, un nombre primer. No va proporcionar la ruta prevista per a les conjectures de Weil, però ha estat darrere dels desenvolupaments moderns en la teoria K algebraica, la teoria d'homotopia motívica i la integració motívica. Aquesta teoria, el treball de Daniel Quillen i la teoria de les classes de Chern de Grothendieck es consideren els antecedents de la teoria del cobordisme algebraic, un altre anàleg algebraic de les idees topològiques.

### Teoria de categories
L'èmfasi de Grothendieck en el paper de les propietats universals en diverses estructures matemàtiques va portar la teoria de categories al corrent principal com a principi organitzador de les matemàtiques en general. Entre els seus usos, la teoria de categories crea un llenguatge comú per descriure estructures i tècniques similars que es veuen en molts sistemes matemàtics diferents. La seva noció de categoria abeliana és ara l'objecte bàsic d'estudi en àlgebra homològica. L'aparició d'una disciplina matemàtica separada de la teoria de categories s'ha atribuït a la influència de Grothendieck, tot i que involuntàriament.

## En la cultura popular
Colonel Lágrimas, una novel·la de l'escriptor porto-riqueny-costa-riqueny Carlos Fonseca, tracta sobre Grothendieck.
El llibre de Benjamin Labatut When We Cease to Understand the World dedica un capítol a l'obra i la vida de Grothendieck, introduint la seva història fent referència al matemàtic japonès Shinichi Mochizuki. El llibre és un relat lleugerament fictici del món de la investigació científica i va ser finalista del National Book Award.
A The Passenger, de Cormac McCarthy, i la seva seqüela Stella Maris, un dels personatges principals és un estudiant de Grothendieck.
L'Istituto Grothendieck s'ha creat en honor seu.